# Chwajensk (wieś)
Chwajensk (biał. Хваенск; ros. Хвоенск, Chwojensk; pol. hist. Chwojenek) – wieś na Białorusi, w obwodzie homelskim, w rejonie żytkowickim, w sielsowiecie Ozierany.

## Warunki naturalne
Chwajensk położony jest nad doliną Prypeci, przy jednym z jej starorzeczy. Od południa graniczy z Prypeckim Parkiem Narodowym, od północy z Rezerwatem Krajobrazowym Środkowa Prypeć.

## Historia
W latach 1919–1920 znajdował się pod Zarządem Cywilnym Ziem Wschodnich, w okręgu brzeskim, w powiecie mozyrskim. W wyniku traktatu ryskiego miejscowość znalazła się w Związku Sowieckim. Od 1991 w niepodległej Białorusi.